# تروی آرچیبالد-هنویل
تروی آرچیبالد-هنویل (انگلیسی: Troy Archibald-Henville؛ زادهٔ ۴ نوامبر ۱۹۸۸) بازیکن فوتبال اهل بریتانیا است.
از باشگاه‌هایی که در آن بازی کرده‌است می‌توان به باشگاه فوتبال سوئیندون تاون، باشگاه فوتبال تاتنهام هاتسپر، باشگاه فوتبال اکستر سیتی، باشگاه فوتبال کارلایل یونایتد، و باشگاه فوتبال نوریچ سیتی اشاره کرد.